# Dragon Fire
Dragon Fire — опытный американский модульный 120-мм миномётный комплекс. Он состоит из нарезного 120-мм миномёта M327 EFSS со снарядной тележкой и системы управления огнём, которая позволяет расчёту управлять загрузкой боеприпасов и наведением орудия в автоматическом режиме. Представляет собой воплощение требований XXI века к автоматизации наведения и управления артиллерией. Полностью автоматизированная система самостоятельно наводит орудие и загружает боеприпасы в ствол. Расчёт управляет миномётом дистанционно и вручную только загружает снаряды в комплекс. Система Dragon Fire может использоваться в буксируемом варианте либо загружаться в приспособленный для этих целей LAV-M и вести огонь из бронемашины, превращаясь таким образом в самоходный миномёт. Повышенная скорострельность, автоматизация наведения и возможность стрельбы с бронемашины позволяют успешно противодействовать контрбатарейной стрельбе. Система имеет встроенные средства цифровой связи, навигации и расчёта, чтобы обеспечить эффективный точный огонь.